# Brasil na Copa do Mundo FIFA de 1930

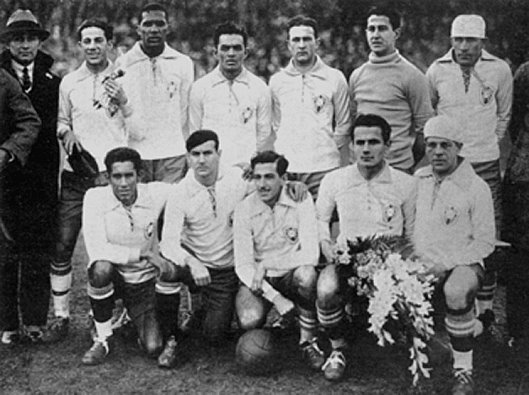
Em pé: Píndaro de Carvalho (Técnico), Brilhante, Fausto, Hermógenes, Itália, Joel e Fernando. Ajoelhados: Poly, Nilo, Araken, Preguinho e Teóphilo.

A edição de 1930 da Copa do Mundo marcou a primeira participação da Seleção Brasileira de Futebol nessa competição. Desde então, seria o único país a participar de todas as edições do torneio da FIFA até a última edição, realizada em 2022.
O treinador foi Píndaro de Carvalho Rodrigues e o capitão Preguinho.  O Brasil foi eliminado na primeira fase e terminou na sexta classificação. 

## Preparação
Uma briga entre Rio de Janeiro e São Paulo fez com que os jogadores de São Paulo não participassem da Copa. Com sede no Rio de Janeiro, a CBD não quis admitir um integrante da Associação Paulista de Esportes Atléticos na comissão técnica da seleção. Irritada, a Associação Paulista de Esportes Atléticos não cedeu nenhum jogador paulista. O único foi Araken Patusca, que estava brigado com o Santos FC e assinou contrato com o Flamengo para disputar a copa. 
O Brasil se deslocou para o Uruguai em um barco a vapor, em uma viagem que durou três dias.
O "racha" entre os dois estados foi tamanho que a derrota do Brasil para a Iugoslávia por 2 a 1 fez com que vários paulistas comemorassem a "derrota dos cariocas".

### Campanha
Na primeira partida contra a Iugoslávia, os brasileiros demoraram para entrar no jogo e a Iugoslávia marcou 2 a 0. O Brasil jogou de branco (como foi até 1953). Aos 21 minutos de jogo, Đorđe Vujadinović chutou fraco. O goleiro Joel pulou, mas a bola desviou no zagueiro Itália, sobrando limpa para o ponta direita Aleksandar Tirnanić concluir para o gol vazio. Nove minutos depois, a bola foi lançada para a área do Brasil. Era um lance aparentemente tranquilo, mas o zagueiro Brilhante rebateu mal e a bola sobrou para o centroavante Ivan Bek, sem marcação, que ampliou o marcador chutando no canto. Ainda no fim do primeiro tempo, o árbitro uruguaio Aníbal Tejada anulou um gol de Vujadinović por impedimento. No segundo tempo, Fausto cruzou, Preguinho dividiu com o capitão Ivković e marcou o primeiro gol brasileiro em Copas do Mundo.
Já na segunda partida, o Brasil venceu sem dificuldades a Bolívia, jogando com um time muito modificado. Carvalho Leite chuta na trave e moderato pega o rebote. 1 a 0. Moderato cruza e Preguinho conclui. 2 a 0. Outro cruzamento de Moderato para Preguinho. 3 a 0. Prego chuta e Moderato pega o rebote. 4 a 0.
O grande destaque do Brasil foi o centromédio Fausto, que ganhou o apelido de "Maravilha Negra" pela crônica esportiva uruguaia.

### Convocados
O selecionado convocado pelo técnico Píndaro de Carvalho Rodrigues, que também era o médico da seleção, foi:
| N°.        | Nome                | Clube                    | Data de nascimento | Jogos   | Gols    |         |         |         |         |
| Goleiro    | Goleiro             | Goleiro                  | Goleiro            | Goleiro | Goleiro | Goleiro | Goleiro | Goleiro | Goleiro |
| ---------- | ------------------- | ------------------------ | ------------------ | ------- | ------- | ------- | ------- | ------- | ------- |
|            | Joel                | America (RJ)             | 01.05.1904         | 1       | 0       | 0       | 0       | 0       |         |
|            | Velloso             | Fluminense               | 25.09.1908         | 1       | 0       | 0       | 0       | 0       |         |
| Zagueiro   |                     |                          |                    |         |         |         |         |         |         |
|            | Brilhante           | Vasco                    | 05.11.1904         | 1       | 0       | 0       | 0       | 0       |         |
|            | Itália              | Vasco                    | 22.05.1907         | 2       | 0       | 0       | 0       | 0       |         |
|            | Oscarino            | Ypiranga de Niterói (RJ) | 17.01.1907         | 1       | 0       | 0       | 0       | 0       |         |
|            | Zé Luiz             | São Cristóvão            | 24.05.1903         | 1       | 0       | 0       | 0       | 0       |         |
| Meio-campo |                     |                          |                    |         |         |         |         |         |         |
|            | Benevenuto          | Flamengo                 | 08.08.1903         | 0       | 0       | 0       | 0       | 0       |         |
|            | Fausto              | Vasco                    | 28.01.1905         | 2       | 0       | 0       | 0       | 0       |         |
|            | Fernando            | Fluminense               | 01.03.1906         | 2       | 0       | 0       | 0       | 0       |         |
|            | Fortes              | Fluminense               | 09.09.1901         | 0       | 0       | 0       | 0       | 0       |         |
|            | Hermógenes          | America (RJ)             | 01.11.1908         | 2       | 0       | 0       | 0       | 0       |         |
|            | Ivan Mariz          | Fluminense               | 16.05.1910         | 0       | 0       | 0       | 0       | 0       |         |
|            | Pamplona            | Botafogo                 | 14.07.1902         | 1       | 2       | 0       | 0       | 0       |         |
| Atacante   |                     |                          |                    |         |         |         |         |         |         |
|            | Araken Patusca      | Flamengo                 | 17.07.1905         | 1       | 0       | 0       | 0       | 0       |         |
|            | Carvalho Leite      | Botafogo                 | 25.06.1912         | 1       | 0       | 0       | 0       | 0       |         |
|            | Doca                | São Cristóvão            | 07.04.1903         | 0       | 0       | 0       | 0       | 0       |         |
|            | Manoelzinho         | Ypiranga de Niterói (RJ) | 22.08.1907         | 0       | 0       | 0       | 0       | 0       |         |
|            | Moderato            | Flamengo                 | 14.07.1902         | 1       | 2       | 0       | 0       | 0       |         |
|            | Nilo                | Botafogo                 | 03.04.1903         | 1       | 0       | 0       | 0       | 0       |         |
|            | Poly                | Americano de Campos      | 26.01.1909         | 1       | 0       | 0       | 0       | 0       |         |
|            | Preguinho           | Fluminense               | 02.03.1905         | 2       | 3       | 0       | 0       | 0       |         |
|            | Russinho            | Vasco                    | 12.12.1902         | 1       | 0       | 0       | 0       | 0       |         |
|            | Teóphilo            | São Cristóvão            | 11.04.1900         | 1       | 0       | 0       | 0       | 0       |         |
| Técnico    |                     |                          |                    |         |         |         |         |         |         |
|            | Píndaro de Carvalho |                          | 01.06.1892         |         |         |         |         |         |         |

## Primeira fase
| 14 de julho de 1930  | Iugoslávia             | 2 x 1     | Brasil        | Parque Central, Montevidéu                 |
| 12:45 UYT (UTC−3:30) | Tirnanić 21' · Bek 30' | Relatório | Preguinho 62' | Público: 24 059 Árbitro: URU Aníbal Tejada |

| Yugoslavia | Brazil |

| GK              |  | Milovan Jakšić      |
| DF              |  | Milutin Ivković     |
| DF              |  | Dragan Mihajlović   |
| MF              |  | Milorad Arsenijević |
| MF              |  | Ljubiša Stefanović  |
| MF              |  | Momčilo Đokić       |
| FW              |  | Aleksandar Tirnanić |
| FW              |  | Blagoje Marjanović  |
| FW              |  | Ivan Bek            |
| FW              |  | Đorđe Vujadinović   |
| FW              |  | Branislav Sekulić   |
| Treinador:      |  |                     |
| Boško Simonović |  |                     |

| GK                            |  | Joel       |
| DF                            |  | Brilhante  |
| DF                            |  | Itália     |
| MF                            |  | Hermógenes |
| MF                            |  | Fausto     |
| MF                            |  | Fernando   |
| FW                            |  | Poly       |
| FW                            |  | Nilo       |
| FW                            |  | Araken     |
| FW                            |  | Preguinho  |
| FW                            |  | Teóphilo   |
| Treinador:                    |  |            |
| Píndaro de Carvalho Rodrigues |  |            |

| Linesmen: Ricardo Vallarino Thomas Balvay |

| 20 de julho de 1930  | Brasil                                 | 4 – 0     | Bolívia | Estádio Centenário, Montevidéu             |
| 13:00 UYT (UTC−3:30) | Moderato 37', 73' · Preguinho 57', 83' | Relatório |         | Público: 25 466 Árbitro: FRA Thomas Balvay |

| Brazil | Bolivia |

| GK                            |  | Velloso        |
| DF                            |  | Zé Luiz        |
| DF                            |  | Itália         |
| MF                            |  | Hermógenes     |
| MF                            |  | Fausto         |
| MF                            |  | Fernando       |
| FW                            |  | Benedicto      |
| FW                            |  | Russinho       |
| FW                            |  | Carvalho Leite |
| FW                            |  | Preguinho      |
| FW                            |  | Moderato       |
| Treinador:                    |  |                |
| Píndaro de Carvalho Rodrigues |  |                |

| GK             |  | Jesús Bermúdez      |
| DF             |  | Segundo Durandal    |
| DF             |  | Casiano Chavarría   |
| MF             |  | Renato Sáinz        |
| MF             |  | Diógenes Lara       |
| MF             |  | Jorge Valderrama    |
| FW             |  | Eduardo Reyes Ortíz |
| FW             |  | José Bustamante     |
| FW             |  | Rafael Méndez       |
| FW             |  | Mario Alborta       |
| FW             |  | René Fernández      |
| Treinador:     |  |                     |
| Ulises Saucedo |  |                     |

| Linesmen: Francisco Mateucci Gaspar Vallejo |

### Classificação final
| Pos. | Seleção    | Pts | J | V | E | D | GP | GC | SG |
| ---- | ---------- | --- | - | - | - | - | -- | -- | -- |
| 1    | Iugoslávia | 4   | 2 | 2 | 0 | 0 | 6  | 1  | +5 |
| 2    | Brasil     | 2   | 2 | 1 | 0 | 1 | 5  | 2  | +3 |
| 3    | Bolívia    | 0   | 2 | 0 | 0 | 2 | 0  | 8  | –8 |

### Goleadores
| N.° | Jogador   | Golos | PJ |
| --- | --------- | ----- | -- |
| 1.° | Preguinho | 3     | 2  |
| 2.° | Moderato  | 2     | 2  |

## Assistências
| N.° | Jogador           | Assistências | PJ |
| --- | ----------------- | ------------ | -- |
| 1.° | Moderato          | 2            | 2  |
| 2.° | Fausto dos Santos | 1            | 2  |